# Margarita (Colombia)
Margarita è un comune della Colombia facente parte del dipartimento di Bolívar.
Il centro abitato venne fondato da Margarita Duran de Cogollo nel 1600, mentre l'istituzione del comune è del 19 dicembre 1976.